# Machilus zuihoensis
Machilus zuihoensis är en lagerväxtart som beskrevs av Bunzo Hayata. Machilus zuihoensis ingår i släktet Machilus och familjen lagerväxter. Utöver nominatformen finns också underarten M. z. mushaensis.